# Beylerbeyi

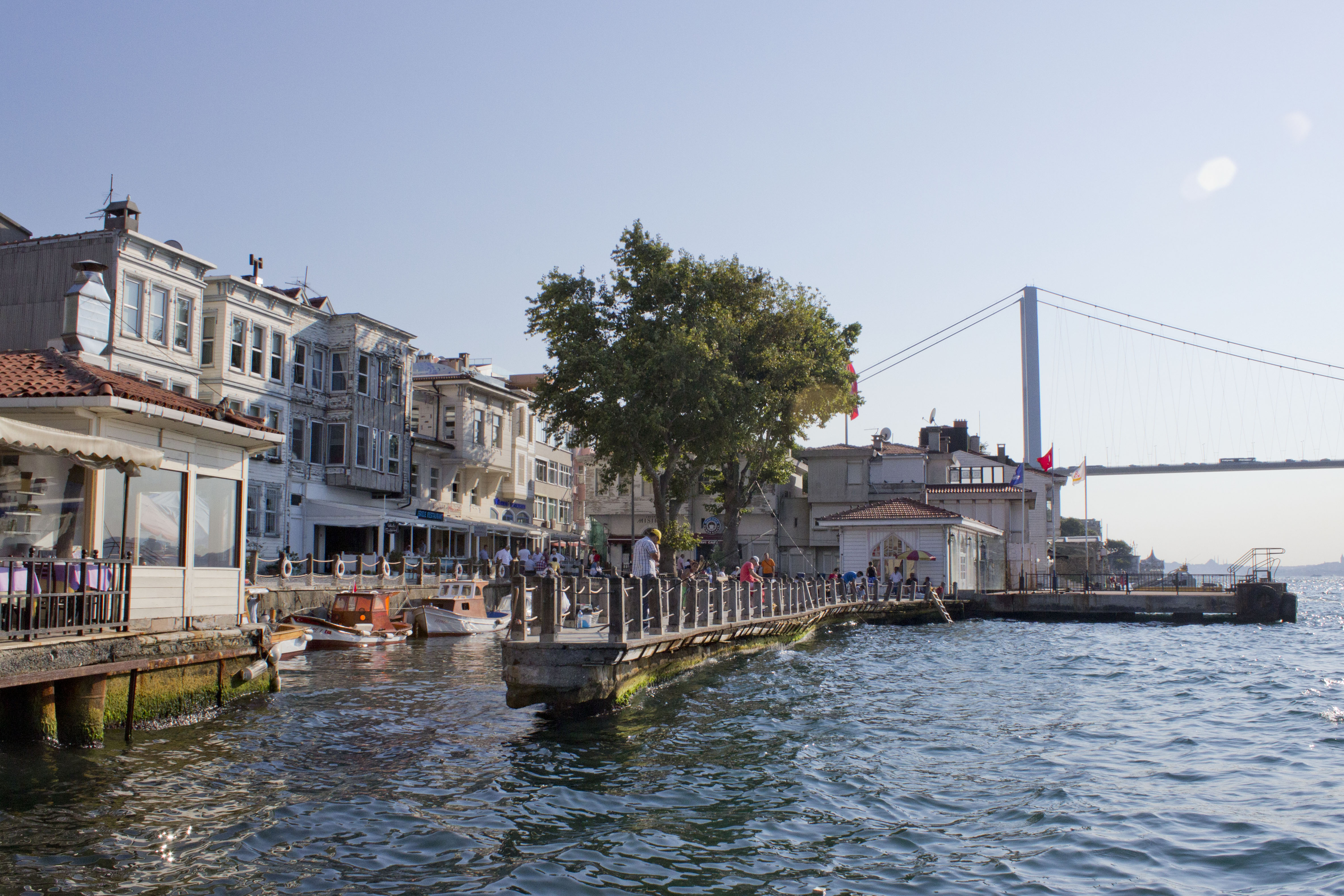
El embarcadero de Beylerbeyi con el Puente del Bósforo al fondo.

Beylerbeyi es un barrio del distrito de Üsküdar de Estambul (Turquía), situado en la costa asiática del Bósforo, al norte del Puente del Bósforo. Está bordeado al noreste por el barrio de Çengelköy, al este por Kirazlıtepe, al sureste por Küplüce, al sur por Burhaniye, al suroeste por Kuzguncuk y al noroeste por el Bósforo. Justo al otro lado del Bósforo se encuentra el barrio de Ortaköy del distrito de Beşiktaş.
El monumento más importante del barrio es el Palacio de Beylerbeyi, de época otomana. Cerca de este palacio hay varios pabellones o quioscos (en turco: köşkler), incluidos dos pequeños pabellones costeros (Yalı Köşkleri), las caballerizas imperiales (Ahır Köşkü), un pabellón «hundido» (Serdab Köşkü o Mermer Köşk) y un pabellón amarillo (Sarı Köşk). Otro lugar muy visible del barrio es la caseta de peaje de la autopista O-1 para el Puente del Bósforo.

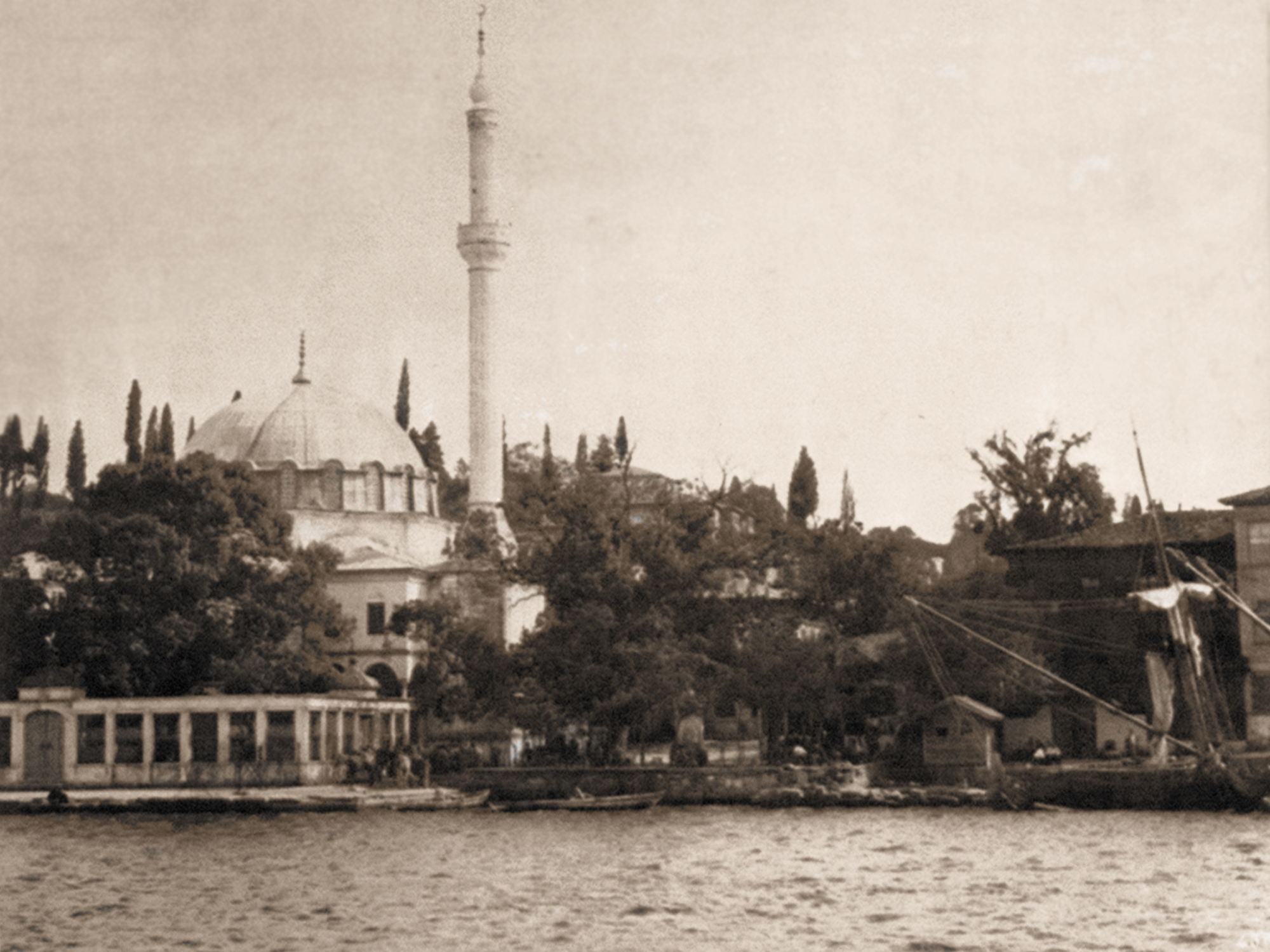
La Mezquita de Beylerbeyi vista en el siglo xix.

Algunas de las personas más ricas de Turquía tienen casas en el barrio de Beylerbeyi, incluidos varios miembros de la familia Sabancı.
Entre las escuelas del barrio se encuentran la Escuela Preparatoria de Suboficiales Navales (Deniz Astsubay Hazırlık Okulu), el Instituto Hacı Sabancı de Beylerbeyi, la Escuela de Primaria de Beylerbeyi y la Escuela de Primaria Lütfi Ercin. Entre los centros culturales del barrio se encuentran la Akbank Beylerbeyi Art Gallery y el Urart Art Center.
Entre las mezquitas del barrio se encuentran la Mezquita Bostancıbaşı Abdullah Agha (1581), también conocida como Mezquita İstavroz; la Mezquita Hamid-i Evvel (1778), también conocida como la Mezquita de Beylerbeyi; y la Mezquita Cennet o del Cielo (1967).